# Chumpol Silpa-archa

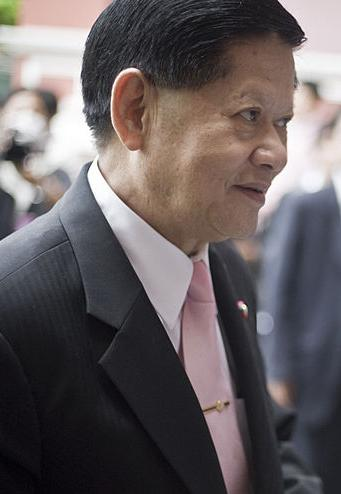
Chumpol Silpa-archa

Chumpol Silpa-archa (Thai: ชุมพล ศิลปอาชา; * 6. Juni 1940 in der Provinz Suphan Buri; † 21. Januar 2013 in Bangkok) war ein thailändischer Politiker, der unter anderem Vorsitzender der Chartthaipattana-Partei sowie zwischen 2011 und 2013 Stellvertretender Ministerpräsident war.

## Leben
Chumpol Silpa-archa war ein jüngerer Bruder von Banharn Silpa-archa, der zwischen 1995 und 1996 Ministerpräsident war. Er selbst begann nach dem Schulbesuch ein Studium der Rechtswissenschaften an der Thammasat-Universität, das er mit einem Bachelor of Laws abschloss. Ein postgraduales Studium der Verwaltungswissenschaft an der Syracuse University schloss er mit einem Master of Public Administration ab und war danach Dozent für Politikwissenschaften an der Thammasat-Universität. Er wurde 1979 als Kandidat der Chart-Thai-Partei als Vertreter der Provinz Suphan Buri zum Mitglied des Repräsentantenhauses gewählt und fungierte zwischen 1986 und 1992 als Vizepräsident des Repräsentantenhauses. In der zweiten Regierung von Ministerpräsident Chuan Leekpai von der Demokratischen Partei fungierte er zwischen dem 14. November 1997 und dem 1. Oktober 1998 als Bildungsminister, woraufhin Panja Kesornthong am 1. Oktober 1998 seine Nachfolge antrat.
Nachdem seine Gruppierung die Koalition mit der Partei der Volksmacht brach und der von der Demokratischen Partei geführten Regierung beitrat, wurde Chumpol Silpa-archa in der Koalitionsregierung von Ministerpräsident Abhisit Vejjajiva am 22. Dezember 2008 Minister für Tourismus und Sport und hatte dieses Amt bis zum Ende von Abhisits Amtszeit am 5. August 2011 inne. Nach der Auflösung aller Parteien der Regierungskoalition durch das Verfassungsgericht am 2. Dezember 2008, wurde er zugleich im Januar 2009 Vorsitzender der aus der Chart-Thai-Partei hervorgegangenen Chartthaipattana-Partei. Nachdem Yingluck Shinawatra von der Pheu-Thai-Partei die Wahlen vom 3. Juli 2011 gewonnen hatte, wechselte seine Partei abermals die Seiten und trat der neuen Koalitionsregierung von Ministerpräsidentin Yingluck bei. In dieser übernahm er am 10. August 2011 den Posten als einer der Stellvertretenden Ministerpräsidenten und hatte dieses Amt bis zu seinem Tode am 21. Januar 2013 inne. Zugleich bekleidete er zwischen dem 10. August 2011 und dem 21. Januar 2013 auch wieder das Amt als Minister für Tourismus und Sport. Am 21. Januar 2013 verstarb er an den Folgen eines Herzinfarkts im Ramathibodi Hospital in Bangkok.
Für seine langjährigen Verdienste wurde er 1992 mit dem Orden der Krone von Thailand sowie 1996 dem Weißen Elefantenorden ausgezeichnet.